# Teófilo Stevenson
Teófilo Francisco Stevenson Lawrence, född 29 mars 1952 i Puerto Padre, provinsen Las Tunas, Kuba, död 11 juni 2012 i Havanna, var en kubansk amatörboxare, av många ansedd som en av de främsta amatörboxarna genom tiderna. 
Han tog guld i tungviktsboxning i Olympiska sommarspelen 1972, 1976 och 1980. Några andra meriter är guld i OS i professionell boxning 1974, 1978 och 1986. Tefiló Stevenson var obesegrad hela elva år.
Under karriären ville han behålla sin amatörstatus och vägrade att ställa upp i titelmatcher inom professionell boxning. Han avled i juni 2012 efter en hjärtattack efter år av alkoholmissbruk.

## Matchen som aldrig blev av
Det har av många boxningsfantaster  kallats  "boxningshistoriens största match som aldrig blev av". På 1970-talet ansågs Teófilo Stevenson vara världens i särklass bästa amatörboxare och många boxningsvänner i både USA och Europa drömde om att Stevenson skulle bli proffs för att utmana Muhammad Ali om VM-titeln i tungvikt. Efter OS-guldet 1976 blev han erbjuden ett gage på hela 5 miljoner dollar för att möta Ali. Stevenson tackade emellertid nej och motiverade sitt beslut med att "vad är några miljoner dollar jämfört med kärleken från åtta miljoner kubaner"? Hela sitt liv hävdade han att den kubanska regimen aldrig tvingade honom att tacka nej. 
Hade Stevenson tackat ja hade det inneburit att han gått raka vägen från amatörstatus till att utmana världens mest berömda idrottsman om den mytomspunna tungviktstiteln. Förutom att slutgiltigt avgöra vem som var världens bäste tungviktsboxare hade matchen troligen marknadsförts med starka politiska undertoner - Väst mot Öst, Kapitalism mot kommunism. Huruvida Stevenson hade besegrat Ali tvistar experterna om. Enigheten är dock total att om kubanen besegrat Ali hade han troligen behållit VM-titeln i många år. Man menar att vid sidan av Ali fanns ingen professionell tungviktsboxare som hade kapaciteten att besegra honom under sena 70-talet - tidigt 80-tal 
John Tate (WBA-mästare 1979-80) och Tyrell Biggs som 1987 mötte Mike Tyson i en match om den enade tungviktstiteln mötte båda Stevenson som amatörer, Stevenson besegrade båda enkelt. George Foreman har sagt följande om Stevensons storhet:
"Teofilo Stevenson hade besegrat oss alla (Foreman, Ali, Joe Frazier, Ken Norton), han hade den bästa högerhanden som en amatörboxare någonsin haft. Han hade hållit VM-titeln lika enkelt som VM-titeln för amatörer, det är riktigt synd att han aldrig blev proffs".